# Dilip Shanghvi
Dilip Shanghvi (* 1. Oktober 1955 in Amreli, Gujarat) ist ein indischer Unternehmer.

## Leben
Shangvi studierte Wirtschaftswissenschaften an der  University of Calcutta und gründete 1982 das indische Unternehmen Sun Pharmaceutical, dessen Leitung er gegenwärtig innehat. Auf der vom Wirtschaftsmagazin Forbes Magazine veröffentlichten Liste der reichsten Menschen der Welt des Jahres 2015 steht mit einem Vermögen von 20 Milliarden US-Dollar auf Platz 44 und gehört zu den reichsten Indern. Shangvi ist verheiratet, hat zwei Kinder und wohnt mit seiner Familie in Mumbai.